# Džanan Musa
Džanan Musa (Bihać, 8 maggio 1999) è un cestista bosniaco.

## Carriera
È stato selezionato dai Brooklyn Nets al primo giro del Draft NBA 2018 (22ª scelta assoluta).

## Statistiche

### NBA

#### Regular Season
| Anno      | Squadra       | PG | PT | MP   | TC%  | 3P%  | TL%  | RP  | AP  | PRP | SP  | PP  |
| --------- | ------------- | -- | -- | ---- | ---- | ---- | ---- | --- | --- | --- | --- | --- |
| 2018-2019 | Brooklyn Nets | 9  | 0  | 4,3  | 40,9 | 10,0 | 0,0  | 0,6 | 0,2 | 0,2 | 0,0 | 2,1 |
| 2019-2020 | Brooklyn Nets | 40 | 0  | 12,2 | 37,2 | 24,4 | 75,0 | 2,2 | 1,1 | 0,4 | 0,0 | 4,8 |
| Carriera  | Carriera      | 49 | 0  | 10,7 | 37,6 | 22,7 | 72,6 | 1,9 | 0,9 | 0,3 | 0,0 | 4,3 |

#### Playoffs
| Anno     | Squadra       | PG | PT | MP   | TC%  | 3P% | TL%  | RP  | AP  | PRP | SP  | PP  |
| -------- | ------------- | -- | -- | ---- | ---- | --- | ---- | --- | --- | --- | --- | --- |
| 2019     | Brooklyn Nets | 2  | 0  | 7,5  | 66,7 | 0,0 | -    | 0,0 | 0,0 | 1,0 | 0,0 | 2,0 |
| 2020     | Brooklyn Nets | 3  | 0  | 13,0 | 18,2 | 0,0 | 71,4 | 1,0 | 1,3 | 0,0 | 0,3 | 4,7 |
| Carriera | Carriera      | 5  | 0  | 10,8 | 28,6 | 0,0 | 71,4 | 0,6 | 0,8 | 0,4 | 0,2 | 3,6 |

### Eurolega
| Anno       | Squadra         | PG  | PT | MP   | TC%  | 3P%  | TL%  | RP  | AP  | PRP | SP  | PP   |
| ---------- | --------------- | --- | -- | ---- | ---- | ---- | ---- | --- | --- | --- | --- | ---- |
| 2015-2016  | Cedevita Junior | 10  | 2  | 7,8  | 35,7 | 25,0 | 66,7 | 1,3 | 0,7 | 0,2 | 0,1 | 2,7  |
| 2020-2021† | Anadolu Efes    | 4   | 0  | 3,0  | 0,0  | 0,0  | -    | 0,5 | 0,2 | 0,2 | 0,0 | 0,0  |
| 2022-2023† | Real Madrid     | 41  | 31 | 23,8 | 48,8 | 37,1 | 86,0 | 3,1 | 2,7 | 0,4 | 0,2 | 14,8 |
| 2023-2024  | Real Madrid     | 38  | 29 | 21,0 | 52,3 | 41,3 | 81,9 | 2,7 | 2,2 | 0,3 | 0,2 | 13,5 |
| 2024-2025  | Real Madrid     | 35  | 23 | 21,8 | 46,6 | 37,2 | 81,2 | 2,9 | 2,0 | 0,4 | 0,1 | 12,2 |
| Carriera   | Carriera        | 128 | 85 | 20,5 | 48,8 | 37,9 | 83,2 | 2,7 | 2,1 | 0,4 | 0,2 | 12,3 |

### Eurocup
| Anno      | Squadra         | PG | PT | MP   | TC%  | 3P%  | TL%  | RP  | AP  | PRP | SP  | PP   |
| --------- | --------------- | -- | -- | ---- | ---- | ---- | ---- | --- | --- | --- | --- | ---- |
| 2016-2017 | Cedevita Junior | 10 | 1  | 14,7 | 36,0 | 10,5 | 58,3 | 2,3 | 0,7 | 0,8 | 0,3 | 4,5  |
| 2017-2018 | Cedevita Junior | 16 | 1  | 20,2 | 47,5 | 36,4 | 75,6 | 3,2 | 0,9 | 0,7 | 0,2 | 10,5 |
| Carriera  | Carriera        | 26 | 2  | 18,1 | 44,1 | 29,7 | 71,9 | 2,8 | 0,8 | 0,7 | 0,3 | 8,2  |

## Palmarès

### Club

#### Competizioni nazionali
- Campionato croato: 2

Cedevita Zagabria: 2015-2016, 2016-2017
- Campionato turco: 1

Anadolu Efes: 2020-2021
- Campionato spagnolo: 2

Real Madrid: 2023-2024, 2024-2025
- Coppa di Croazia: 3

Cedevita Zagabria: 2016, 2017, 2018
- Copa del Rey: 1

Real Madrid: 2024
- Supercoppa spagnola: 2

Real Madrid: 2022, 2023

#### Competizioni internazionali
- Supercoppa di Lega Adriatica: 1

Cedevita Zagabria: 2017
- Eurolega: 2

Anadolu Efes: 2020-21
Real Madrid: 2022-23

### Individuale
- Eurocup Rising Star: 1

Cedevita Zagabria: 2017-18
- Miglior prospetto della Lega Adriatica: 1

Cedevita Zagabria: 2017-18
- Liga ACB MVP: 1

Breogán: 2021-22
- All-Euroleague First Team: 1

Real Madrid: 2022-2023
- Liga ACB MVP finali: 1

Real Madrid: 2023-2024